# Ali Azair
Alboácem Ali Azair Lizadim Alá (em árabe: أبو الحسن علي الظاهر لإعزاز دين الله‎; romaniz.: Abū ’l-Ḥasan ʿAlī aẓ-Ẓāhir li-ʾIʿzāz Dīn Allāh), melhor conhecido como Ali Azair, foi o sétimo califa fatímida e reinou entre 1021 e 1036. Az-Zahir assumiu o califado aos 16 anos após o desaparecimento de seu pai, Aláqueme Biamir Alá. 

## Califado
A princípio, o governo ficou a cargo de sua irmã e regente Sital Mulque e, após a sua morte em 1023, um grupo de favoritos dela assumiu o poder. Sob este regime, o Califado Fatímida entrou em crise - no Egito, carestia e epidemias criaram uma situação de caos entre 1023 e 1025 e, na Palestina e na Síria, irrompeu uma revolta entre os beduínos entre 1024 e 1029. A coalizão dos rebeldes foi fragmentada pela diplomacia fatímida, o que permitiu que o general Anusteguim Adizbiri fosse capaz de derrotar os rebeldes militarmente.
Enquanto isso, em 1028, um dos líderes do governo, Ali ibne Amade Jarjarai, foi capaz de eliminar seus colegas e tomou para si o cargo de vizir, conseguindo mantê-lo até 1045. Ele cultivou boas relações com o Império Bizantino, mesmo com as constantes disputas sobre a suserania sobre o Emirado de Alepo, chegando por vezes às armas. Para melhorar essas relações com os bizantinos e com os súditos cristãos do califado, ele permitiu que se iniciasse a reconstrução da Igreja do Santo Sepulcro, destruída por seu pai em 1009, através de um tratado como o imperador bizantino Romano III Argiro. Porém, o trabalho só seria iniciado de fato em 1042.

## Morte e sucessão
Ali faleceu de "peste" em 13 de junho de 1036 e foi sucedido por seu filho Almostancir.